# Kostolac
Kostolac (ćirilično Костолац) je grad i središte gradske općine u Republici Srbiji. Nalazi se u Središnjoj Srbiji i pripada Braničevskom okrugu.

## Stanovništvo
Prema popisu stanovništva iz 2002. godine u gradu živi 9.313 stanovnika.
| Etnički sastav 2002. |            |        |
| Narod                | Stanovnika | %      |
| Srbi                 | 6.913      | 74,22% |
| Romi                 | 1.756      | 18,85% |
| Hrvati               | 39         | 0,41%  |
| Crnogorci            | 38         | 0,40%  |
| Makedonci            | 36         | 0,38%  |
| Jugoslaveni          | 35         | 0,37%  |
| Mađari               | 19         | 0,20%  |
| ostali               | 64         | 0,67%  |
| nepoznato            | 275        | 2,95%  |

| broj stanovnika | 2946  | 4332  | 4981  | 6678  | 9274  | 10365 | 9313  |
|                 | 1948. | 1953. | 1961. | 1971. | 1981. | 1991. | 2002. |

## Vanjske poveznice
- Službena stranica grada Kostolca  Arhivirana inačica izvorne stranice od 27. lipnja 2009. (Wayback Machine)
- Karte, udaljenonosti, vremenska prognoza  Arhivirana inačica izvorne stranice od 1. listopada 2007. (Wayback Machine)
- [neaktivna poveznica]